# Pterodroma axillaris
El petrel de las Chatham o ranguru (en maorí) (Pterodroma axillaris), es una especie de ave procellariforme de la familia de los proceláridos endémica de Nueva Zelanda.

## Distribución y hábitat
Es nativo de las islas Chatham un archipiélago de Nueva Zelanda localizado en el océano Pacífico y hasta hace poco se limitaba solo a 218 hectáreas de la isla Sudeste. La población actual se estima en 1000 aves y está clasificada como en peligro de extinción a nivel nacional. Su hábitat son los bosques templados, matorrales y arrecifes rocosos.